# Oblężenie Fortu William Henry
Oblężenie Fortu William Henry – starcie zbrojne, które miało miejsce w sierpniu 1757 i zakończyło się utratą przez Brytyjczyków fortu na rzecz sił francuskich Louisa-Josepha de Montcalma. W następstwie oblężenia, część Indian – sojuszników Montcalma – naruszyła warunki kapitulacji i zaatakowała opuszczającą fort kolumnę brytyjską (częściowo kobiety i dzieci), przez co bitwa ta stała się jedną z najgłośniejszych na północnoamerykańskim teatrze wojny siedmioletniej.

## Oblężenie
Wojska pułkownika George’a Munro wraz z grupami milicji opierały się długiemu oblężeniu i bombardowaniu prowadzonemu przez Francuzów, lecz poddały się po pertraktacjach z Montcalmem. Chociaż Munro był nieustępliwy i opierał się kapitulacji, ostatecznie zgodził się na nią po otrzymaniu wiadomości od generała Daniela Webba, dowódcy sił brytyjskich w kolonii Nowy Jork, który informował, iż nie jest zdolny posłać żadnych posiłków w celu uwolnienia obleganego garnizonu. Dlatego też, z braku nadziei na pomoc, Munro przyjął warunki Montcalma, który pozwolił Brytyjczykom odejść z bronią i zadeklarował, iż ich nie zaatakuje.

## Masakra
Po brytyjskim wymarszu z fortu, sprzymierzeni z Francuzami Indianie, którzy byli niezadowoleni z warunków rozejmu (obiecano im bogate łupy) zaatakowali i zabili wielu Brytyjczyków spośród grupy, która obozowała na zewnątrz fortu. Historycy są zgodni, że Montcalm i oficerowie próbowali powstrzymać rozlew krwi i postępowali honorowo wobec jeńców brytyjskich, ale prawdopodobnie nie mieli oni środków, by go powstrzymać.

## Skutki
Generał Webb faktycznie posłał posiłki do Fort William Henry, które przybyły dzień za późno. Webb został odwoływany do Anglii z powodu swych porażek. Na dodatek, utrata Fort William Henry stanowiła mocny cios dla brytyjskiej strategii na tym obszarze i zapobiegła do końca roku wszelkim próbom uderzenia w kierunku do Montrealu. W ten sposób, do roku 1758, w trzy lata po rozpoczęciu walk, Brytyjczycy nie mieli prawie żadnych terytorialnych zysków w Nowej Francji.

## Wpływy kulturowe
- Bitwa o Fort William Henry znalazła swoje odzwierciedlenie w kanwie powieści Jamesa Fenimore’a Coopera pt. Ostatni Mohikanin oraz licznych jej ekranizacjach.